# Saint-Lary, Gers
Saint-Lary är en kommun i departementet Gers i regionen Occitanien i sydvästra Frankrike. Kommunen ligger i kantonen Jegun som tillhör arrondissementet Auch. År 2022 hade Saint-Lary 274 invånare.

## Befolkningsutveckling
Antalet invånare i kommunen Saint-Lary
Referens:INSEE